# CA-125
Il CA-125 (Cancer Antigen 125), conosciuto anche come mucina 16 o MUC 16, è una glicoproteina umana della famiglia delle mucine codificata dall'omonimo gene MUC16. 
In particolare, il CA-125 è un importante biomarcatore e marcatore tumorale comunemente utilizzato per la valutazione diagnostica e prognostica di alcuni tipi di cancro.

## Uso in clinica
I valori normali di CA-125 sono compresi tra 0 e 37 µg/mL. Il CA-125 è sovente utilizzato per valutare recidive e prognosi del carcinoma dell'ovaio. È ancora controverso il potenziale ruolo della valutazione sierica del CA-125 per la diagnosi precoce e lo screening di questo tumore (vedi sezione successiva).
Nel cancro gastrico, la proteina HUNK aumenta i livelli di CA-125.

### Specificità e sensibilità
La valutazione dei livelli sierici di CA-125 trova impiego soprattutto nel follow-up del carcinoma dell'ovaio, ma può essere comunque elevato in caso di tumore primitivo o metastatico dell'endometrio, delle tube di Falloppio, del polmone, della mammella e del tratto gastrointestinale. Il CA-125 può inoltre risultare elevato in corso di endometriosi, fibromi uterini, malattia infiammatoria pelvica, e gravidanza.
A causa di questa relativa mancanza di specificità e dell'assenza di un aumento dei livelli sierici negli stadi tumorali precoci, il CA-125 non ha i requisiti per essere considerato un buon marcatore per la diagnosi precoce di carcinoma dell'ovaio. Inoltre il 79% di tutti i carcinomi dell'ovaio sono positivi CA-125, mentre la rimanente quota non esprime il CA-125 nei livelli clinicamente apprezzabili.

## Scoperta del CA-125
La scoperta del CA-125 avvenne grazie all'utilizzo dell'anticorpo monoclonale OC125, isolato nel 1981 dal team di ricerca dei dottori Robert Bast e Robert Knapp.